# درو ريغلي
درو ريغلي هو محامي وسياسي أمريكي، ولد في 10 أكتوبر 1965 في بيسمارك في الولايات المتحدة. نشط حزبياً في الحزب الجمهوري. وقد انتخب نائب حاكم شمال داكوتا ‏.